# La Quête héroïque du valeureux Prince Ivandoe
La Quête héroïque du valeureux Prince Ivandoe est une série télévisée d'animation dano-britannique en dix épisodes de trois minutes, diffusée depuis le 20 novembre 2017 sur Cartoon Network. Cette série n'a plus été diffusée pendant 6 ans. En septembre 2022, Cartoon Network annonce une nouvelle série qui serait nommé la quête héroïque du valeureux prince Ivandoe, or cette nouvelle série serait la saison 2 de la série originale et est de retour en 2023 (premièrement diffusée en Asie, puis au Canada et en Europe le 13 mai 2023)

## Synopsis
La série raconte les aventures d’Ivandoe (voix anglaise: Rasmus Hardiker), jeune prince de la forêt , que son père, le puissant Cerf, envoie sur les traces de la Plume d’Or magique sur la montagne de l’Aigle.
Ivandoe, accompagné de Bert, son fidèle et dévoué écuyer (également doublé par Hardiker) découvrent de nouvelles et mystérieuses zones de la forêt, ainsi que tout le bestiaire qui leur est propre.

## Fiche technique
- Titre : La Quête héroïque du valeureux Prince Ivandoe
- Titre original : The Heroic Quest of the Valiant Prince Ivandoe
- Réalisation : Eva Lee Wallberg et Christian Boving-Andersen
- Scénario : Eva Lee Wallberg, Christian Boving-Andersen et Daniel Lennard
- Photographie : Jonathan Elsborg
- Direction artistique : Birk Von Brockdorff
- Montage : Rikke Malene Nielsen
- Animation : Tina Lykke, Thorn, Eva Lee Wallberg, Mikkel Vedel et Henrik Sonniksen
- Musique : Mathias Valiant et Johan Petersen
- Production : Sarita Christensen, Charlotte de La Gournerie et Peter Lindbald
- Sociétés de production : Sun Creature Studio (en), Public Service Puljen, Hanna-Barbera Studios Europe (en), le studio Personne n'est parfait
- Société de distribution : Warner Bros. Television
- Chaîne d'origine : Cartoon Network
- Pays d'origine :  Danemark et  Royaume-Uni
- Langue originale : anglais
- Genre : Aventure et Fantasy
- Durée : 11 minutes.

## Distribution

### Voix originales
- Rasmus Hardiker : Prince Ivandoe, Bert, Prince Syllabob et autres personnages
- Laus Høybye : Prince Ivandoe
- Hugo Harrison : l'homme-grenouille
- Steve Furst : l'arbre à palabres
- Alex Jordan : Prince Svan
- Dustin Demri-Burns : des gnomes
- Brian Blessed : la Montagne
- Kerry Howard : des créatures et la trollesse
- Rob Rackstraw : Roi Axalotyl et Princesse Syllabob
- Laura Aikman : Jézabel.

### Voix françaises
- Fabian Finkels : Prince Ivandoe
- Béatrice Wegnez : Bert
- Maxime Donnay : Brian, Prince cygne
- Marie Du Bled : Jezabel
- Michel Hinderyckx : Alan
- Jean-François Rossion : Centicore
- Nicolas Matthys : Sanglis
Version française
  - Studio de doublage : Iyuno
  - Direction artistique : Bruno Mullenaerts
  - Adaptation : Sophie Servais

## Épisodes

### Saison 1 (2017): Shorts / Courts-métrages
1. Le Prince et les Gnomes insolents (The Prince and the Sassy Gnomes)
2. Le Défi des Princes (The Prince and the Hissy Swan)
3. L'Homme-grenouille (The Prince and the Kissy Frog)
4. La Princesse voleuse (The Prince and the Theiftress)
5. Le Prince et le Joli Caniche (The Prince and the Pretty Poodle)
6. Le Prince et la Trollesse (The Prince and the Raspberry Fairy)
7. Le Nouvel Écuyer (The Prince and the Plucky Duck)
8. Le Prince et l'Arbre à palabres (The Prince and the Talking Tree)
9. Le Prince et la Montagne (The Prince and the Moany Mountain)
10. Le Prince des profondeurs (The Prince and the Prom-Date).

### Saison 2 (2023): Chapter One: Journey to Svanland
1. La Quête héroïque du valeureux prince Ivandoe (The Prince and the Valiant Quest)
2. Le Prince et la poule de malheur (The Prince and the Chicken of Doom)
3. Le Prince et le barde sans fard (The Prince and the Sing Songy Stag)
4. Le Prince et les larmes du triomphe (The Prince and the Tears of Triumph)
5. Le Prince et le piège des navets (The Prince and the Turnip Tricksters)
6. Le Prince et la princesse Cygneline (The Prince and the Swoony Swanstress)
7. Le Prince et le palpeur-rouleur de plumes (Partie 1) (The Prince and the Feather Fluffer-Upper (Part 1))
8. Le Prince et le palpeur-rouleur de plumes (Partie 2) (The Prince and the Feather Fluffer-Upper (Part 2))

### Saison  3 (2023): Chapter Two: Journey to the Forest of Outlaws
1. Le Prince et le festin des niquedouilles (The Prince and the Feast of Fopdoodles)
2. Le Prince et le sanglier vantard (The Prince and the Boasty Boar)
3. Le Prince et la princesse gélatineuse (The Prince and the Blobby Princess)
4. Le Prince et le Grand Magicien de la Sagesse (The Prince and the Wise Wizard of Wisdom)
5. Le Prince et le couic de l'obéissance (The Prince and the Squeak of Obedience)
6. (The Prince and the Princenappers)
7. (The Prince and the Playdate (part 1))
8. (The Prince and the Playdate (part 2))

### Saison 4 (2023): Chapter Three: Journey to the Red Squirrel Kingdom
1. (The Prince and the Legendary Rabbit Hood)
2. (The Prince and the Yucky Duckling)
3. (The Prince and the Unruly Royal)
4. (The Prince and the Show-Off Stallion)
5. (The Prince and the Dark Lord Of Moletown)
6. (The Prince and the Squire-Off)
7. (The Prince and the Kissy Curse)
8. (The Prince and the Nutty Wedding)